# Drosophila pedroi
Drosophila pedroi är en tvåvingeart som beskrevs av Vilela 1984. Drosophila pedroi ingår i släktet Drosophila och familjen daggflugor.
Artens utbredningsområde är Västindien.